# Benoît Costil
Benoît Costil (Caen, 1987. július 3. –) francia válogatott labdarúgó, a Lille játékosa.